# 戊戌选试
戊戌选试，1238年，蒙古帝国考试儒生的活动，为蒙元时代实行科举制度的前奏。
《元史纪事本末》记载“元自太宗（窩闊台）下中原，用耶律楚材议，命朝臣历诸路考试，以论及经义、辞赋分为三科，作三日程，专治一科，能兼者听。得东平杨英等若干人，皆一时名士。而廷议或以为非便，事复中止。”编者以为，国子监祭酒许衡亦在中举之人中。
1237年八月，在中书令耶律楚材、郭德海等人建议下，窝阔台下诏仿汉制拟行科举，次年中原诸路以论、经义、词赋三科，考试儒生，以备选拔入仕。1238年是戊戌年，故称戊戌选试。考试得中之人豁免其赋役，还可以授以地方性的议事官，与各处长官同署共事。1238年四月，窝阔台下诏举行汰僧道的考试。对僧、道和儒生的考试一起施行，赵仁、田师颜等主持诸道考试的试官，都是“三教试官”。得中的儒生多未能入官，担任议事官、同署地方政事的约定基本上没有实行，仅是与僧道相同，只是原为俘户的得中者被放宽为儒户。戊戌选试并非真正意义的科举取士。直到1313年，元朝在第四任皇帝元仁宗的推動之下才正式恢復科舉。